# 狭叶荷秋藤
狭叶荷秋藤（学名：Hoya lancilimba f. tsoi）为夹竹桃科萝藦亚科球兰属下的一个变型。分布在中国大陆的广西、广东、云南、贵州等地，一般生长在山地密林中，目前尚未由人工引种栽培。

## 扩展阅读
- 維基物種上的相關：狭叶荷秋藤